# Кудрявцев, Михаил Васильевич (футболист)
Михаи́л Васи́льевич Кудрявцев (1923 — неизвестно) — советский футболист, вратарь.
Играл за команды ДО Тбилиси (1946), ВВС Москва (1946—1948, 1951), «Динамо» Ленинград (1949—1951). В чемпионате СССР в 1947—1951 годах провёл 99 матчей. Полуфиналист Кубка СССР 1951 года.